# Niels Hansen (konstnär)
Niels Hansen, född 22 juni 1880, död 17 februari 1946, var en dansk målare.
Hansen var elev till Kristian Zahrtmann, och anslöt sig senare till den krets av unga målare, som inspirerades främst av Henri Matisse och Pablo Picasso. Han var bland annat med om att starta Grønningen 1915, ett konstnärsförbund med syfte att anordna ultramodernistiska utställningar. Hansen tillhörde dock aldrig de mest extrema i kretsen, och i synnerhet i porträtten märks ofta en tydlig influens från naturalismen. 
Niels Hansen finns representerad vid bland annat Statens Museum for Kunst, ARoS Aarhus Kunstmuseum, Randers Kunstmuseum, Faaborg Museum, Museerne Vestfyn, Ribe Kunstmuseum och Malmö konstmuseum.